# Matthias Burisch
Matthias Burisch (* 1944) ist ein deutscher Psychologe.
Burisch studierte Psychologie in Hamburg und wurde dort 1971 wissenschaftlicher Angestellter am Arbeitsbereich „Psychologische Methodenlehre und Angewandte Psychologie“, wo er promoviert und habilitiert wurde. Er gründete 1982 den Praxisschwerpunkt „Organisations- und Personalentwicklung“, den er bis 1992 leitete. Später übernahm er die Arbeitsbereichsleitung und war zuständig für die Methodenlehre im Studiengang Psychologie. Er war Professor an der Universität Hamburg.
Burisch veröffentlichte Studien zu Themen der psychologischen Testkonstruktion und methodischen Aspekten der Forschung, wurde jedoch besonders durch seine Untersuchungen zum Burnout-Syndrom bekannt. Er ist Autor des gleichnamigen wissenschaftlichen Standardwerkes (1. Auflage 1989) sowie zahlreicher einzelner Studien zu diesem Thema.
Neben seiner universitären Tätigkeit arbeitet Matthias Burisch als Berater, Trainer und Coach für Psychologen und Führungskräfte. Dabei widmet er sich besonders den Themen der Burnout-Prophylaxe, dem sog. Energy Management, der Resilienz, Kommunikation und Kooperation im beruflichen Alltag.

## Veröffentlichungen (Auswahl)
- HBI – Hamburger Burnout-Inventar: Manual. Springer, 2020, ISBN 978-3-662-61689-5.
- Burnout-Syndrom. In: socialnet. Das Netz für Sozialwirtschaft. 3. August 2020, abgerufen am 11. Januar 2020.
- Dr. Burischs Burnout-Kur – für alle Fälle. Anleitungen für ein gesundes Leben. Berlin: Springer (2015) 1. Aufl., ISBN 978-3-662-46774-9
- Das Burnout-Syndrom. Theorie der inneren Erschöpfung. 2. Auflage. Springer, Berlin 1994; 5. Auflage ebenda 2014, ISBN 978-3-642-36254-5.
- Approaches to personality inventory construction. A comparison of methods. American Psychologist 1984, 39, 214–227.
- Test length and validity revisited. European Journal of Personality, 1997, 11, 303–315.
- A Longitudinal Study of Burnout. The Relative Importance of Dispositions versus Experiences. Work & Stress 2002, 16, 1–17.
- Konstruktionsstrategien für multidimensionale Persönlichkeitsfragebögen. Hamburg, Univ., Fachbereich Psychologie, Diss., 1976.